# 格里格斯維爾鎮區 (伊利諾伊州派克縣)
格里格斯維爾鎮區（英語：Griggsville Township）是位於美國伊利諾伊州派克縣的一個行政鎮區。

## 地方資料
根據2010年美國人口普查的數據，格里格斯維爾鎮區的面積為97.50平方千米，當中陸地面積為97.50平方千米，而水域面積為0.00平方千米。當地共有人口1369人，而人口密度為每平方千米14.04人。